# Œnophyta
Œnophyta (en grec : Οινόφυτα) est un village et un ancien dème (municipalité) de Béotie, en Grèce. Depuis la réforme Kallikratis (2010), il est regroupé au sein du dème de Tanagra dont il forme un district municipal.
Le siège de la municipalité d'Œnophyta était le village du même nom. Avant 1927, il s'appelait Staniates (Les cabanes).
La bataille d'Œnophyta s'y déroula en 457 av. J.-C..